# الكلية التكنولوجية بالمطرية
الكلية التكنولوجية بالمطرية هي واحدة من 8 كليات تكنولوجية تابعة لوزارة التعليم العالي المصرية وتضم 6 معاهد.

## المعاهد
- المعهد الفني الصناعي بالمطرية.[1][2]
- المعهد الفني التجاري بالمطرية
- المعهد الفني للبصريات بالمطرية
- المعهد الفني للري والمساحة بالمطرية
- المعهد الفني الصناعي بشبرا
- المعهد الفني التجاري بشبرا.